# Хуморски манастир
Манастир Хумор познати као Хуморски манастир се налази у општини Манастиреа,  око 5 км северно од града Гура Хуморулуји, Румунија. То је женски манастир посвећен Успењу Пресвете Богородице. 
Саградили су га 1530. године војвода Петар IV Рареш и његов саветник Теодор Бубујог. Манастир је подигнут на темељима страријег манастира који датира из времена око 1415. године. Манастир Хумор је угашен 1786. године и поново је обновљен тек 1990. године.
Манастирски комплекс је УНЕСКО уписао на своју листу светске баштине, као једна од осликаних цркава у Молдавији .
Хумор је био један од првих сликаних манастира у Молдавији који је живописан и, уз Воронеж, вероватно је најбоље очуван. Доминантна боја фресака је црвенкастосмеђа. Мајстор сликар одговоран за Хуморове фреске, насликане 1535. године, је извесни Тома из Сучаве .
Теме фресака укључују Опсаду Цариграда и Страшни суд, уобичајене по спољашњости осликаних манастира Буковине, али и Химну Богородици инспирисану песмом цариградског патријарха Сергеја у вези са чудесном интервенцијом Богородице и спасењем града из персијског освајања 626. године. Персијанци су, међутим, овде приказани као Турци, што је уобичајена пракса у овим манастирима, а њихове иконе се, поред духовног значаја, делом користе и за политичку пропаганду.

## Галерија
- Црква Хуморскот манастира
- Унутрашње фреске
- Олтарске фреске
- Надворне фреске
- Мурали
- Мурали
- Мурали
- Мурали
- Мурали
- Мурали